# Atherix pachypus
Atherix pachypus är en tvåvingeart som beskrevs av Jacques-Marie-Frangile Bigot 1887. Atherix pachypus ingår i släktet Atherix och familjen bäckflugor.
Artens utbredningsområde är Washington. Inga underarter finns listade i Catalogue of Life.